# Estação Pushkinskaia (metro de São Petersburgo)
Pushkinskaia (em russo:  Пу́шкинская) é uma das estações da linha Kirovsko-Vyborgskaia (Linha 1) do metro de São Petersburgo, na Rússia.